# Joseph Galy
 Joseph Galy (Bages de Rosselló, 22 de desembre de 1929 - 25 de juny de 1997) fou un jugador de rugbi a 15 nord-català.
Va desenvolupar la seva carrera esportiva a la Unió Esportiva Arlequins de Perpinyà, amb el qual fou finalista al Campionat de França 1951-1952, i al Rugby Club Toulonnais (on va jugar del 1946 al 1950), jugant sempre en la posició de centre ters quarts (1,75 metres). Fou declarat millor marcador d'assaig del campionat de França de 1952 i 1953. Posteriorment jugà amb la selecció francesa de rugbi, amb la qual participà en el partit contra Gal·les en el Torneig de les Cinc Nacions de 1953 a l'estadi de Colombes. Quan es va retirar fou president de la Unió Esportiva Arlequins de Perpinyà de 1979 a 1984 i membre de la Federació Francesa de Rugbi junt amb Albert Ferrasse.

## Carrera esportiva
- Unió Esportiva Arlequins de Perpinyà
- Rugby Club Toulonnais (1946-1950)

## Palmarès
- Va jugar un partit el 28 de març de 1953 contra Gal·les
- Subcampió de França el 1952